# K5 League 2020
Die Saison 2020 der K5 League war die zweite Saison der höchsten Amateurliga im südkoreanischen Fußball gewesen.
Die Spielzeit 2020 wurde mit 12 Staffeln zu je 6 Mannschaften ausgetragen. Die besten Mannschaften aller Staffeln spielen im Königspokal die Ligameisterschaft aus. Aufgrund der Ligenreform zur K3- & K4 League wurde kein Aufsteiger ausgespielt. Im Vergleich zur Vorsaison, wurde Gwangju & Jeollanam-do in ihrer eigenen Staffel die Meisterschaft austragen. Die zusammengelegte Staffel aus der Vorsaison, wurde diese Saison nicht ausgetragen. Vorjahresmeister der K5 League war Cheongju SMC Engineering FC.

## Liga-Staffeln
- K5 League Gyeonggi-do 2020 mit 6 Mannschaften aus dem Gyeonggi-do-Fußballverband (GYFV)
- K5 League Chungcheongbuk-do 2020 mit 6 Mannschaften aus dem Chungcheongbuk-do-Fußballverband (CBFV)
- K5 League Jeollanam-do 2020 mit 6 Mannschaften aus dem Jeollanam-do-Fußballverband (JNFV)
- K5 League Gangwon-do 2020 mit 6 Mannschaften aus dem Gangwon-do-Fußballverband (GAFV)
- K5 League Daegu/Gyeongsangbuk-do 2020 mit 6 Mannschaften aus dem Gyeongsangbuk-do-Fußballverband (GBFV) und dem Daegu-Fußballverband (DGFV)
- K5 League Jeollabuk-do 2020 mit 6 Mannschaften aus dem Jeollabuk-do-Fußballverband (JBFV)
- K5 League Daejeon/Sejong/Chungcheongnam-do 2020 mit 6 Mannschaften aus dem Daejeon-Fußballverband (DFV), dem Sejong-Fußballverband (SJFV) und dem Chungcheongnam-do-Fußballverband (CNFV)
- K5 League Busan/Gyeongsangnam-do 2020 mit 6 Mannschaften aus dem Busan-Fußballverband (BFV) und dem Gyeongsangnam-do-Fußballverband (GNFV)
- K5 League Seoul 2020 mit 6 Mannschaften aus dem Seoul-Fußballverband (SFV)
- K5 League Ulsan 2020 mit 6 Mannschaften aus dem Ulsan-Fußballverband (UFV)
- K5 League Incheon 2020 mit 6 Mannschaften aus dem Incheon-Fußballverband (IFV)
- K5 League Gwangju 2020 mit 6 Mannschaften aus dem Gwangju-Fußballverband (GWFV)

## Königspokal
Am Königspokal 2020 (auch K5 League Meisterschaft genannt) nahmen die Meister aller Staffeln teil. Cheongju SMC Engineering FC gewann die Vorjahres K5 League-Meisterschaft.

### Modus
Ausgetragen wurde der Königspokal im K.-o.-Modus. Der Gewinner des Finalspieles wurde K5 League 2020-Meister.

### Qualifizierte Mannschaften
Folgende Mannschaften qualifizierten sich sportlich für die Aufstiegsspiele:
| Staffel                    | Meister                     | Staffel                          | Meister                    | Staffel                    | Meister                    |
| K5 League Königspokal 2020 | K5 League Königspokal 2020  | K5 League Königspokal 2020       | K5 League Königspokal 2020 | K5 League Königspokal 2020 | K5 League Königspokal 2020 |
| -------------------------- | --------------------------- | -------------------------------- | -------------------------- | -------------------------- | -------------------------- |
| Gyeonggi-do                | keinen 1                    | Daegu/Gyeongsangbuk-do           | Daegu Cheongsol FC         | Seoul                      | FC Together                |
| Chungcheongbuk-do          | Cheongju SMC Engineering FC | Jeollabuk-do                     | Jeongeup Phoenixs FC       | Ulsan                      | Bukgu 523 FC               |
| Jeollanam-do               | keinen 2                    | Daejeon/Sejong/Chungcheongnam-do | Daejeon Doksuri FC         | Incheon                    | Incheon Songwol FC 3       |
| Gangwon-do                 | Wonju Haneul FC             | Busan/Gyeongsangnam-do           | Gimhae Jaemiks FC          | Gwangju                    | Seogu Hwajeong FC          |

Anmerkungen:

### K.-o.-Runde

#### Achtelfinale
Im Achtelfinale spielten die Staffelmeister um den Einzug ins Viertelfinale. Das Achtelfinale fand am 21. November 2020 im Daejeon-Hanbat-Sports-Komplex-Ersatzstadion statt. Der FC Together und Daejeon Doksuri FC bekamen ein Freilos. PS2 & PS3 qualifizieren sich direkt für das Halbfinale.
|                             | Ergebnis |                    |
| --------------------------- | -------- | ------------------ |
| Wonju Haneul FC             | 0:3      | Incheon Songwol FC |
| Cheongju SMC Engineering FC | 2:1      | Daegu Cheongsol FC |
| Jeongeup Phoenixs FC        | 3:7      | Bukgu 523 FC       |
| Gimhae Jaemiks FC           | 1:0      | Seogu Hwajeong FC  |

#### Viertelfinale
Im Viertelfinale spielten die Gewinner des Achtelfinales und die Freilos-Mannschaften um den Einzug ins Halbfinale. Das Viertelfinale fand am 22. November 2020 im Daejeon-Hanbat-Sports-Komplex statt.
|                   | Ergebnis        |                    |
| ----------------- | --------------- | ------------------ |
| FC Together       | 1:0             | Incheon Songwol FC |
| Gimhae Jaemiks FC | 0:0 (5:3 i. E.) | Daejeon Doksuri FC |

#### Halbfinale
Im Halbfinale spielten die Gewinner des Achtel- und Viertelfinales um den Einzug ins Finale. Das Halbfinale fand am 28. November 2020 im Daejeon-Hanbat-Sports-Komplex statt.
|              | Ergebnis        |                             |
| ------------ | --------------- | --------------------------- |
| FC Together  | 1:1 (3:4 i. E.) | Cheongju SMC Engineering FC |
| Bukgu 523 FC | 0:1             | Gimhae Jaemiks FC           |

#### Finale
Im Finale spielten die Gewinner des Halbfinales um den Königspokal. Das Finale fand am 29. November 2020 im Daejeon-Hanbat-Sports-Komplex statt.
|                             | Ergebnis |                   |
| --------------------------- | -------- | ----------------- |
| Cheongju SMC Engineering FC | 1:0      | Gimhae Jaemiks FC |